# شهرک مازه سوخته
مازه سوخته روستایی است در شهرستان کوهرنگ، بخش بازفت، استان چهارمحال و بختیاری.